# Belleville-et-Châtillon-sur-Bar
Belleville-et-Châtillon-sur-Bar är en kommun i departementet Ardennes i regionen Grand Est (tidigare regionen Champagne-Ardenne) i nordöstra Frankrike. Kommunen ligger  i kantonen Le Chesne som ligger i arrondissementet Vouziers. År 2022 hade Belleville-et-Châtillon-sur-Bar 241 invånare.

## Befolkningsutveckling
Antalet invånare i kommunen Belleville-et-Châtillon-sur-Bar
Referens: INSEE